# Coupe du monde féminine de hockey sur gazon 2018
Navigation
2014 2022
La Coupe du monde féminine de hockey sur gazon 2018 était la 14e édition de la Coupe du monde féminine de hockey sur gazon, un tournoi de hockey sur gazon. Il s'est tenu du 21 juillet au 5 août 2018 au Lee Valley Hockey & Tennis Centre à Londres, en Angleterre.
Les champions en titre, les Pays-Bas a remporté le tournoi pour une huitième fois record après avoir battu l'Irlande 6–0 en finale, qui a remporté sa première médaille en Coupe du monde,. L'Espagne a remporté le match pour la troisième place en battant l'Australie 3-1 pour remporter également sa première médaille en Coupe du monde.

## Sélection d'hôte
En mars 2013, un mois après que la FIH ait publié le document sur le processus d'attribution d'événements pour le cycle 2014-2018, l'Australie, la Belgique, l'Angleterre et la Nouvelle-Zélande ont été présélectionnées comme candidates pour accueillir l'événement et ont été invitées à soumettre un dossier d'appel d'offres,, exigence que la Belgique n'a finalement pas remplie. De plus, un mois avant l'élection hôte, l'Australie a retiré sa candidature pour des raisons techniques et financières. L'Angleterre a été annoncée comme hôte le 7 novembre 2013 lors d'une cérémonie spéciale à Lausanne, en Suisse.

## Lieu
Également choisi pour accueillir les Championnats d'Europe masculin et féminin, le tournoi se tiendra au Lee Valley Hockey & Tennis Centre au sein du parc olympique à Londres, en Angleterre. Ce site fait partie de l'héritage des Jeux olympiques d'été de 2012 sous le nom de Riverbank Arena, où se déroulent les événements de hockey sur gazon a eu lieu, qui a été réduit et déplacé à son emplacement actuel à Lee Valley Park.

## Équipes qualifiées
En raison de l'augmentation à 16 équipes participantes, le nouveau processus de qualification a été annoncé en juillet 2015 par la Fédération internationale de hockey. Chacun des champions continentaux de cinq confédérations et le pays hôte ont reçu une place automatique. De plus, les équipes les mieux classées du 10/11 aux demi-finales de la Ligue mondiale 2016-2017 pas déjà qualifiés sont entrés dans le tournoi. Les seize équipes suivantes, présentées avec le classement final d'avant-tournoi, ont participé à ce tournoi.
| Dates                        | Événement                        | Lieu          | Quotas | Qualifiés                                                                              |
| ---------------------------- | -------------------------------- | ------------- | ------ | -------------------------------------------------------------------------------------- |
| 7 novembre 2013              | Pays hôte                        | Pays hôte     | 1      | Angleterre (2)                                                                         |
| 21 juin - 2 juillet 2017     | Ligue mondiale 2016-2017         | Bruxelles     | 6      | Nouvelle-Zélande (4) Chine (8) Corée du Sud (9) Espagne (11) Belgique (13) Italie (17) |
| 8 - 23 juillet 2017          | Ligue mondiale 2016-2017         | Johannesbourg | 4      | Allemagne (6) États-Unis (7) Japon (12) Irlande (16)                                   |
| 5 - 13 août 2017             | Coupe d'Amérique 2017            | Lancaster     | 1      | Argentine (3)                                                                          |
| 19 - 27 août 2017            | Championnat d'Europe 2017        | Amsterdam     | 1      | Pays-Bas (1)                                                                           |
| 11 - 15 octobre 2017         | Coupe d'Océanie 2017             | Sydney        | 1      | Australie (5)                                                                          |
| 19 - 29 octobre 2017         | Coupe d'Afrique des nations 2017 | Ismaïlia      | 1      | Afrique du Sud (14)                                                                    |
| 28 octobre - 5 novembre 2017 | Coupe d'Asie 2017                | Kakamigahara  | 1      | Inde (10)                                                                              |

## Format
Les 16 équipes ont été réparties en quatre groupes, chacun contenant quatre équipes. Chaque équipe a affronté l'autre équipe de son groupe une fois. L'équipe classée première de chaque groupe s'est qualifiée pour les quarts de finale, tandis que les équipes classées deuxième et troisième de chaque groupe participent aux matchs croisés. À partir de là, un tournoi à élimination directe a été joué.

## Arbitres
15 arbitres ont été nommés par la FIH pour ce tournoi.
| - Carolina de la Fuente - Irene Presenqui - Amber Church - Kelly Hudson - Aleisha Neumann | - Michelle Meister - Maggie Giddens - Liu Xiaoying - Emi Yamada - Laurine Delforge | - Michelle Joubert - Annelize Rostron - Alison Keogh - Sarah Wilson - Ayanna McClean |

## Premier tour
Le calendrier a été publié le 26 novembre 2017,.
Toutes les heures sont en Heure d'été du Royaume-Uni (UTC+1).

### Poule A
| Rang | Équipe       | J | V | N | D | BP | BC | Diff | Pts | Qualification       |
| ---- | ------------ | - | - | - | - | -- | -- | ---- | --- | ------------------- |
| 1    | Pays-Bas     | 3 | 3 | 0 | 0 | 26 | 2  | +24  | 9   | Quarts de finale    |
| 2    | Italie       | 3 | 2 | 0 | 1 | 5  | 12 | -7   | 6   | Huitièmes de finale |
| 3    | Corée du Sud | 3 | 0 | 1 | 2 | 1  | 9  | -8   | 1   | Huitièmes de finale |
| 4    | Chine        | 3 | 0 | 1 | 2 | 2  | 11 | -9   | 1   |                     |

Source: FIH
En cas d'égalité de points de plusieurs équipes à l'issue des matchs de poule, les critères suivants sont appliqués dans l'ordre indiqué pour établir leur classement:
1. Points,
2. Différence de buts,
3. Buts pour,
4. Face à face.

| Match 5               | Chine   | 0 - 3   | Italie                                  |                                                                          |                                                                          |
| 22 juillet 2018 11h00 |         | (0 - 1) | 17e Braconi · 32e Oviedo · 45e Ruggieri | Arbitrage : Laurine Delforge Ayanna McClean Arbitre vidéo : Alison Keogh | Arbitrage : Laurine Delforge Ayanna McClean Arbitre vidéo : Alison Keogh |
| 22 juillet 2018 11h00 | Rapport |         |                                         | Arbitrage : Laurine Delforge Ayanna McClean Arbitre vidéo : Alison Keogh | Arbitrage : Laurine Delforge Ayanna McClean Arbitre vidéo : Alison Keogh |

| Match 7 | Pays-Bas                                                                | 7 - 0   | Corée du Sud |                                                                             |                                                                             |
| 17h00   | Matla 1e, 11e · Welten 4e · Van Male 9e, 23e · Jonker 14e · Leurink 17e | (7 - 0) |              | Arbitrage : Irene Presenqui Maggie Giddens Arbitre vidéo : Michelle Meister | Arbitrage : Irene Presenqui Maggie Giddens Arbitre vidéo : Michelle Meister |
| 17h00   | Rapport                                                                 |         |              | Arbitrage : Irene Presenqui Maggie Giddens Arbitre vidéo : Michelle Meister | Arbitrage : Irene Presenqui Maggie Giddens Arbitre vidéo : Michelle Meister |

| Match 15              | Pays-Bas                                                                                    | 7 - 1   | Chine    |                                                                    |                                                                    |
| 27 juillet 2018 18h00 | Van Maasakker 7e · Jonker 15e · Leurink 24e · Welten 30e, 37e · Van Male 56e · De Waard 59e | (4 - 0) | 57e Yong | Arbitrage : Emi Yamada Ayanna McClean Arbitre vidéo : Kelly Hudson | Arbitrage : Emi Yamada Ayanna McClean Arbitre vidéo : Kelly Hudson |
| 27 juillet 2018 18h00 | Rapport                                                                                     |         |          | Arbitrage : Emi Yamada Ayanna McClean Arbitre vidéo : Kelly Hudson | Arbitrage : Emi Yamada Ayanna McClean Arbitre vidéo : Kelly Hudson |

| Match 16 | Corée du Sud | 0 - 1   | Italie      |                                                                      |                                                                      |
| 20h00    |              | (0 - 0) | 60e Braconi | Arbitrage : Maggie Giddens Alison Keogh Arbitre vidéo : Liu Xiaoying | Arbitrage : Maggie Giddens Alison Keogh Arbitre vidéo : Liu Xiaoying |
| 20h00    | Rapport      |         |             | Arbitrage : Maggie Giddens Alison Keogh Arbitre vidéo : Liu Xiaoying | Arbitrage : Maggie Giddens Alison Keogh Arbitre vidéo : Liu Xiaoying |

| Match 21              | Chine    | 1 - 1   | Corée du Sud  |                                                                          |                                                                          |
| 29 juillet 2018 11h00 | Zhang 4e | (1 - 1) | 15e Kim Ok Ju | Arbitrage : Amber Church Ayanna McClean Arbitre vidéo : Annelize Rostron | Arbitrage : Amber Church Ayanna McClean Arbitre vidéo : Annelize Rostron |
| 29 juillet 2018 11h00 | Rapport  |         |               | Arbitrage : Amber Church Ayanna McClean Arbitre vidéo : Annelize Rostron | Arbitrage : Amber Church Ayanna McClean Arbitre vidéo : Annelize Rostron |

| Match 22 | Pays-Bas | 12 - 1  | Italie    |                                                                    |                                                                    |
| 13h00    | Matla 10e, 44e · Maasakker 14e · Jonker 22e, 51e · Van Geffen 26e · Van Male 28e, 41e, 48e, 60e · Dirkse van den Heuvel 31e, 45e | (5 - 1) | 17e Tiddi | Arbitrage : Maggie Giddens Emi Yamada Arbitre vidéo : Alison Keogh | Arbitrage : Maggie Giddens Emi Yamada Arbitre vidéo : Alison Keogh |
| 13h00    | Rapport |         |           | Arbitrage : Maggie Giddens Emi Yamada Arbitre vidéo : Alison Keogh | Arbitrage : Maggie Giddens Emi Yamada Arbitre vidéo : Alison Keogh |

### Poule B
| Rang | Équipe     | J | V | N | D | BP | BC | Diff | Pts | Qualification       |
| ---- | ---------- | - | - | - | - | -- | -- | ---- | --- | ------------------- |
| 1    | Irlande    | 3 | 2 | 0 | 1 | 4  | 2  | +2   | 6   | Quarts de finale    |
| 2    | Angleterre | 3 | 1 | 2 | 0 | 3  | 2  | +1   | 5   | Huitièmes de finale |
| 3    | Inde       | 3 | 0 | 2 | 1 | 2  | 3  | -1   | 2   | Huitièmes de finale |
| 4    | États-Unis | 3 | 0 | 2 | 1 | 3  | 5  | -2   | 2   |                     |

Source: FIH
En cas d'égalité de points de plusieurs équipes à l'issue des matchs de poule, les critères suivants sont appliqués dans l'ordre indiqué pour établir leur classement:
1. Points,
2. Différence de buts,
3. Buts pour,
4. Face à face.

| Match 2               | Angleterre | 1 - 1   | Inde     |                                                                         |                                                                         |
| 21 juillet 2018 14h00 | Owsley 54e | (0 - 1) | 25e Neha | Arbitrage : Aleisha Neumann Emi Yamada Arbitre vidéo : Michelle Joubert | Arbitrage : Aleisha Neumann Emi Yamada Arbitre vidéo : Michelle Joubert |
| 21 juillet 2018 14h00 | Rapport    |         |          | Arbitrage : Aleisha Neumann Emi Yamada Arbitre vidéo : Michelle Joubert | Arbitrage : Aleisha Neumann Emi Yamada Arbitre vidéo : Michelle Joubert |

| Match 3 | États-Unis  | 1 - 3   | Irlande                  |                                                                        |                                                                        |
| 18h00   | Paolino 15e | (1 - 2) | 5e, 41e Duke · 12e McCay | Arbitrage : Kelly Hudson Michelle Meister Arbitre vidéo : Sarah Wilson | Arbitrage : Kelly Hudson Michelle Meister Arbitre vidéo : Sarah Wilson |
| 18h00   | Rapport     |         |                          | Arbitrage : Kelly Hudson Michelle Meister Arbitre vidéo : Sarah Wilson | Arbitrage : Kelly Hudson Michelle Meister Arbitre vidéo : Sarah Wilson |

| Match 12              | Angleterre | 1 - 1   | États-Unis |                                                                            |                                                                            |
| 25 juillet 2018 20h00 | Danson 34e | (0 - 0) | 39e Matson | Arbitrage : Laurine Delforge Annelize Rostron Arbitre vidéo : Amber Church | Arbitrage : Laurine Delforge Annelize Rostron Arbitre vidéo : Amber Church |
| 25 juillet 2018 20h00 | Rapport    |         |            | Arbitrage : Laurine Delforge Annelize Rostron Arbitre vidéo : Amber Church | Arbitrage : Laurine Delforge Annelize Rostron Arbitre vidéo : Amber Church |

| Match 14              | Inde    | 0 - 1   | Irlande           |                                                                                 |                                                                                 |
| 26 juillet 2018 14h00 |         | (0 - 1) | 13e A. O'Flanagan | Arbitrage : Carolina de la Fuente Sarah Wilson Arbitre vidéo : Laurine Delforge | Arbitrage : Carolina de la Fuente Sarah Wilson Arbitre vidéo : Laurine Delforge |
| 26 juillet 2018 14h00 | Rapport |         |                   | Arbitrage : Carolina de la Fuente Sarah Wilson Arbitre vidéo : Laurine Delforge | Arbitrage : Carolina de la Fuente Sarah Wilson Arbitre vidéo : Laurine Delforge |

| Match 23              | États-Unis  | 1 - 1   | Inde     |                                                                       |                                                                       |
| 29 juillet 2018 17h00 | Paolino 11e | (0 - 0) | 31e Rani | Arbitrage : Kelly Hudson Sarah Wilson Arbitre vidéo : Aleisha Neumann | Arbitrage : Kelly Hudson Sarah Wilson Arbitre vidéo : Aleisha Neumann |
| 29 juillet 2018 17h00 | Rapport     |         |          | Arbitrage : Kelly Hudson Sarah Wilson Arbitre vidéo : Aleisha Neumann | Arbitrage : Kelly Hudson Sarah Wilson Arbitre vidéo : Aleisha Neumann |

| Match 24 | Angleterre | 1 - 0   | Irlande |                                                                               |                                                                               |
| 19h00    | Ansley 53e | (0 - 0) |         | Arbitrage : Irene Presenqui Laurine Delforge Arbitre vidéo : Michelle Joubert | Arbitrage : Irene Presenqui Laurine Delforge Arbitre vidéo : Michelle Joubert |
| 19h00    | Rapport    |         |         | Arbitrage : Irene Presenqui Laurine Delforge Arbitre vidéo : Michelle Joubert | Arbitrage : Irene Presenqui Laurine Delforge Arbitre vidéo : Michelle Joubert |

### Poule C
| Rang | Équipe         | J | V | N | D | BP | BC | Diff | Pts | Qualification       |
| ---- | -------------- | - | - | - | - | -- | -- | ---- | --- | ------------------- |
| 1    | Allemagne      | 3 | 3 | 0 | 0 | 9  | 4  | +5   | 9   | Quarts de finale    |
| 2    | Argentine      | 3 | 1 | 1 | 1 | 9  | 6  | +3   | 4   | Huitièmes de finale |
| 3    | Espagne        | 3 | 1 | 0 | 2 | 10 | 10 | 0    | 3   | Huitièmes de finale |
| 4    | Afrique du Sud | 3 | 0 | 1 | 2 | 3  | 11 | -8   | 1   |                     |

Source: FIH
En cas d'égalité de points de plusieurs équipes à l'issue des matchs de poule, les critères suivants sont appliqués dans l'ordre indiqué pour établir leur classement:
1. Points,
2. Différence de buts,
3. Buts pour,
4. Face à face.

| Match 1               | Allemagne                       | 3 - 1   | Afrique du Sud |                                                                          |                                                                          |
| 21 juillet 2018 12h00 | Huse 14e, 54e · Stapenhorst 32e | (1 - 0) | 40e Deetlefs   | Arbitrage : Amber Church Ayanna McClean Arbitre vidéo : Laurine Delforge | Arbitrage : Amber Church Ayanna McClean Arbitre vidéo : Laurine Delforge |
| 21 juillet 2018 12h00 | Rapport                         |         |                | Arbitrage : Amber Church Ayanna McClean Arbitre vidéo : Laurine Delforge | Arbitrage : Amber Church Ayanna McClean Arbitre vidéo : Laurine Delforge |

| Match 6               | Argentine                                                                     | 6 - 2   | Espagne                   |                                                                    |                                                                    |
| 22 juillet 2018 13h00 | Jankunas 8e · Ortiz 15e, 28e · Albertarrio 22e · Merino 31e · Barrionuevo 48e | (4 - 1) | 3e Salvatella · 49e Pérez | Arbitrage : Liu Xiaoying Sarah Wilson Arbitre vidéo : Kelly Hudson | Arbitrage : Liu Xiaoying Sarah Wilson Arbitre vidéo : Kelly Hudson |
| 22 juillet 2018 13h00 | Rapport                                                                       |         |                           | Arbitrage : Liu Xiaoying Sarah Wilson Arbitre vidéo : Kelly Hudson | Arbitrage : Liu Xiaoying Sarah Wilson Arbitre vidéo : Kelly Hudson |

| Match 11              | Argentine                | 2 - 3   | Allemagne                        |                                                                          |                                                                          |
| 25 juillet 2018 18h00 | F. Habif 15e · Ortiz 30e | (2 - 3) | 6e Gablać · 20e, 25e Stapenhorst | Arbitrage : Kelly Hudson Michelle Joubert Arbitre vidéo : Maggie Giddens | Arbitrage : Kelly Hudson Michelle Joubert Arbitre vidéo : Maggie Giddens |
| 25 juillet 2018 18h00 | Rapport                  |         |                                  | Arbitrage : Kelly Hudson Michelle Joubert Arbitre vidéo : Maggie Giddens | Arbitrage : Kelly Hudson Michelle Joubert Arbitre vidéo : Maggie Giddens |

| Match 13              | Espagne                                                                | 7 - 1   | Afrique du Sud |                                                                           |                                                                           |
| 26 juillet 2018 12h00 | Riera 8e, 48e · Bonastre 11e, 55e · Petchamé 37e, 42e · Salvatella 45e | (2 - 0) | 35e Botes      | Arbitrage : Aleisha Neumann Liu Xiaoying Arbitre vidéo : Michelle Meister | Arbitrage : Aleisha Neumann Liu Xiaoying Arbitre vidéo : Michelle Meister |
| 26 juillet 2018 12h00 | Rapport                                                                |         |                | Arbitrage : Aleisha Neumann Liu Xiaoying Arbitre vidéo : Michelle Meister | Arbitrage : Aleisha Neumann Liu Xiaoying Arbitre vidéo : Michelle Meister |

| Match 17              | Allemagne                         | 3 - 1   | Espagne   |                                                                               |                                                                               |
| 28 juillet 2018 12h00 | Schröder 5e · Oruz 37e · Huse 40e | (1 - 1) | 30e López | Arbitrage : Aleisha Neumann Annelize Rostron Arbitre vidéo : Laurine Delforge | Arbitrage : Aleisha Neumann Annelize Rostron Arbitre vidéo : Laurine Delforge |
| 28 juillet 2018 12h00 | Rapport                           |         |           | Arbitrage : Aleisha Neumann Annelize Rostron Arbitre vidéo : Laurine Delforge | Arbitrage : Aleisha Neumann Annelize Rostron Arbitre vidéo : Laurine Delforge |

| Match 18 | Argentine    | 1 - 1   | Afrique du Sud |                                                                    |                                                                    |
| 14h00    | Granatto 47e | (0 - 1) | 30e Mayne      | Arbitrage : Emi Yamada Alison Keogh Arbitre vidéo : Ayanna McClean | Arbitrage : Emi Yamada Alison Keogh Arbitre vidéo : Ayanna McClean |
| 14h00    | Rapport      |         |                | Arbitrage : Emi Yamada Alison Keogh Arbitre vidéo : Ayanna McClean | Arbitrage : Emi Yamada Alison Keogh Arbitre vidéo : Ayanna McClean |

### Poule D
| Rang | Équipe           | J | V | N | D | BP | BC | Diff | Pts | Qualification       |
| ---- | ---------------- | - | - | - | - | -- | -- | ---- | --- | ------------------- |
| 1    | Australie        | 3 | 1 | 2 | 0 | 4  | 3  | +1   | 5   | Quarts de finale    |
| 2    | Belgique         | 3 | 1 | 1 | 1 | 8  | 7  | +1   | 4   | Huitièmes de finale |
| 3    | Nouvelle-Zélande | 3 | 1 | 1 | 1 | 6  | 5  | +1   | 4   | Huitièmes de finale |
| 4    | Japon            | 3 | 1 | 0 | 2 | 7  | 10 | -3   | 3   |                     |

Source: FIH
En cas d'égalité de points de plusieurs équipes à l'issue des matchs de poule, les critères suivants sont appliqués dans l'ordre indiqué pour établir leur classement:
1. Points,
2. Différence de buts,
3. Buts pour,
4. Face à face.

| Match 4               | Australie                          | 3 - 2   | Japon                   |                                                                        |                                                                        |
| 21 juillet 2018 20h00 | Malone 17e · Hurtz 22e · Kenny 35e | (2 - 0) | 36e Kawamura · 60e Kato | Arbitrage : Annelize Rostron Alison Keogh Arbitre vidéo : Amber Church | Arbitrage : Annelize Rostron Alison Keogh Arbitre vidéo : Amber Church |
| 21 juillet 2018 20h00 | Rapport                            |         |                         | Arbitrage : Annelize Rostron Alison Keogh Arbitre vidéo : Amber Church | Arbitrage : Annelize Rostron Alison Keogh Arbitre vidéo : Amber Church |

| Match 8               | Nouvelle-Zélande                       | 4 - 2   | Belgique                |                                                                                   |                                                                                   |
| 22 juillet 2018 19h00 | Smith 24e · Gloyn 32e · Merry 32e, 54e | (1 - 2) | 28e Versavel · 30e Boon | Arbitrage : Carolina de la Fuente Michelle Joubert Arbitre vidéo : Ayanna McClean | Arbitrage : Carolina de la Fuente Michelle Joubert Arbitre vidéo : Ayanna McClean |
| 22 juillet 2018 19h00 | Rapport                                |         |                         | Arbitrage : Carolina de la Fuente Michelle Joubert Arbitre vidéo : Ayanna McClean | Arbitrage : Carolina de la Fuente Michelle Joubert Arbitre vidéo : Ayanna McClean |

| Match 9               | Nouvelle-Zélande | 1 - 2   | Japon                    |                                                                              |                                                                              |
| 24 juillet 2018 12h30 | McLaren 52e      | (0 - 0) | 35e Oikawa · 48e Shimizu | Arbitrage : Irene Presenqui Michelle Meister Arbitre vidéo : Aleisha Neumann | Arbitrage : Irene Presenqui Michelle Meister Arbitre vidéo : Aleisha Neumann |
| 24 juillet 2018 12h30 | Rapport          |         |                          | Arbitrage : Irene Presenqui Michelle Meister Arbitre vidéo : Aleisha Neumann | Arbitrage : Irene Presenqui Michelle Meister Arbitre vidéo : Aleisha Neumann |

| Match 10 | Australie | 0 - 0   | Belgique |                                                                        |                                                                        |
| 14h30    |           | (0 - 0) |          | Arbitrage : Amber Church Alison Keogh Arbitre vidéo : Annelize Rostron | Arbitrage : Amber Church Alison Keogh Arbitre vidéo : Annelize Rostron |
| 14h30    | Rapport   |         |          | Arbitrage : Amber Church Alison Keogh Arbitre vidéo : Annelize Rostron | Arbitrage : Amber Church Alison Keogh Arbitre vidéo : Annelize Rostron |

| Match 19              | Japon                                | 3 - 6   | Belgique                                                        |                                                                            |                                                                            |
| 28 juillet 2018 18h00 | Kato 36e · Nomura 50e · H. Nagai 57e | (0 - 3) | 7e Vandermeiren · 17e Boon · 22e Weyns · 33e, 39e, 47e Versavel | Arbitrage : Michelle Meister Michelle Joubert Arbitre vidéo : Sarah Wilson | Arbitrage : Michelle Meister Michelle Joubert Arbitre vidéo : Sarah Wilson |
| 28 juillet 2018 18h00 | Rapport                              |         |                                                                 | Arbitrage : Michelle Meister Michelle Joubert Arbitre vidéo : Sarah Wilson | Arbitrage : Michelle Meister Michelle Joubert Arbitre vidéo : Sarah Wilson |

| Match 20 | Nouvelle-Zélande | 1 - 1   | Australie |                                                                               |                                                                               |
| 20h00    | Merry 13e        | (0 - 0) | 18e Smith | Arbitrage : Carolina de la Fuente Liu Xiaoying Arbitre vidéo : Maggie Giddens | Arbitrage : Carolina de la Fuente Liu Xiaoying Arbitre vidéo : Maggie Giddens |
| 20h00    | Rapport          |         |           | Arbitrage : Carolina de la Fuente Liu Xiaoying Arbitre vidéo : Maggie Giddens | Arbitrage : Carolina de la Fuente Liu Xiaoying Arbitre vidéo : Maggie Giddens |

## Huitièmes de finale
| Match 26              | Espagne                                                     | 0 - 0             | Belgique                                                         |                                                                          |                                                                          |
| 30 juillet 2018 18h00 |                                                             | (0 - 0)           |                                                                  | Arbitrage : Michelle Joubert Maggie Giddens Arbitre vidéo : Sarah Wilson | Arbitrage : Michelle Joubert Maggie Giddens Arbitre vidéo : Sarah Wilson |
| 30 juillet 2018 18h00 | Rapport                                                     |                   |                                                                  | Arbitrage : Michelle Joubert Maggie Giddens Arbitre vidéo : Sarah Wilson | Arbitrage : Michelle Joubert Maggie Giddens Arbitre vidéo : Sarah Wilson |
| 30 juillet 2018 18h00 | B. García · Pérez · Magaz · Bonastre · Riera · ---- · Pérez | Tirs au but 3 - 2 | Boon · Versavel · Vanden Borre · Raes · Leclef · ---- · Versavel | Arbitrage : Michelle Joubert Maggie Giddens Arbitre vidéo : Sarah Wilson | Arbitrage : Michelle Joubert Maggie Giddens Arbitre vidéo : Sarah Wilson |

| Match 25 | Argentine                    | 2 - 0   | Nouvelle-Zélande |                                                                               |                                                                               |
| 20h15    | Barrionuevo 25e · Merino 49e | (1 - 0) |                  | Arbitrage : Aleisha Neumann Annelize Rostron Arbitre vidéo : Laurine Delforge | Arbitrage : Aleisha Neumann Annelize Rostron Arbitre vidéo : Laurine Delforge |
| 20h15    | Rapport                      |         |                  | Arbitrage : Aleisha Neumann Annelize Rostron Arbitre vidéo : Laurine Delforge | Arbitrage : Aleisha Neumann Annelize Rostron Arbitre vidéo : Laurine Delforge |

| Match 27              | Inde                                    | 3 - 0   | Italie |                                                                      |                                                                      |
| 31 juillet 2018 18h00 | Lalremsiami 9e · Neha 45e · Vandana 55e | (1 - 0) |        | Arbitrage : Kelly Hudson Emi Yamada Arbitre vidéo : Michelle Meister | Arbitrage : Kelly Hudson Emi Yamada Arbitre vidéo : Michelle Meister |
| 31 juillet 2018 18h00 | Rapport                                 |         |        | Arbitrage : Kelly Hudson Emi Yamada Arbitre vidéo : Michelle Meister | Arbitrage : Kelly Hudson Emi Yamada Arbitre vidéo : Michelle Meister |

| Match 28 | Angleterre           | 2 - 0   | Corée du Sud |                                                                      |                                                                      |
| 20h15    | Bray 9e · Owsley 59e | (1 - 0) |              | Arbitrage : Amber Church Liu Xiaoying Arbitre vidéo : Maggie Giddens | Arbitrage : Amber Church Liu Xiaoying Arbitre vidéo : Maggie Giddens |
| 20h15    | Rapport              |         |              | Arbitrage : Amber Church Liu Xiaoying Arbitre vidéo : Maggie Giddens | Arbitrage : Amber Church Liu Xiaoying Arbitre vidéo : Maggie Giddens |

## Phase finale
|  | Quarts de finale | Quarts de finale |          |           | Demi-finales           | Demi-finales |  |  | Finale  | Finale |
|  | Quarts de finale | Quarts de finale |          |           | Demi-finales           | Demi-finales |  |  | Finale  | Finale |
|  |                  |                  |          |           |                        |              |  |  |         |        |
|  |                  |                  |          |           |                        |              |  |  |         |        |
|  |                  |                  |          |           |                        |              |  |  |         |        |
|  | Angleterre       | 0                |          |           |                        |              |  |  |         |        |
|  | Angleterre       | 0                |          |           |                        |              |  |  |         |        |
|  | Pays-Bas         | 2                |          |           |                        |              |  |  |         |        |
|  | Pays-Bas         | 2                | Pays-Bas | 1 (3)     |                        |              |  |  |         |        |
|  |                  |                  | Pays-Bas | 1 (3)     |                        |              |  |  |         |        |
|  |                  | Australie        | 1 (1)    |           |                        |              |  |  |         |        |
|  | Argentine        | Australie        | 1 (1)    | 0 (3)     |                        |              |  |  |         |        |
|  | Argentine        |                  |          | 0 (3)     |                        |              |  |  |         |        |
|  | Australie        | 0 (4)            |          |           |                        |              |  |  |         |        |
|  | Australie        | 0 (4)            | Pays-Bas | 6         |                        |              |  |  |         |        |
|  |                  |                  | Pays-Bas | 6         |                        |              |  |  |         |        |
|  |                  | Irlande          | 0        |           |                        |              |  |  |         |        |
|  | Allemagne        | Irlande          | 0        | 0         |                        |              |  |  |         |        |
|  | Allemagne        |                  |          | 0         |                        |              |  |  |         |        |
|  | Espagne          | 1                |          |           |                        |              |  |  |         |        |
|  | Espagne          | 1                | Espagne  | 1 (2)     |                        |              |  |  |         |        |
|  |                  |                  | Espagne  | 1 (2)     | Match pour la 3e place |              |  |  |         |        |
|  |                  | Irlande          | 1 (3)    |           |                        |              |  |  |         |        |
|  | Inde             | Irlande          | 1 (3)    | 0 (1)     |                        |              |  |  |         |        |
|  | Inde             |                  |          | 0 (1)     |                        |              |  |  |         |        |
|  | Irlande          | 0 (3)            |          | Australie | 1                      |              |  |  |         |        |
|  | Irlande          | 0 (3)            |          | Australie | 1                      |              |  |  |         |        |
|  |                  |                  |          |           |                        |              |  |  | Espagne | 3      |
|  |                  |                  |          |           |                        |              |  |  | Espagne | 3      |

### Quarts de finale
| Match 29            | Allemagne | 0 - 1   | Espagne  |                                                                        |                                                                        |
| 1er août 2018 18h00 |           | (0 - 0) | 54e Cano | Arbitrage : Amber Church Liu Xiaoying Arbitre vidéo : Michelle Joubert | Arbitrage : Amber Church Liu Xiaoying Arbitre vidéo : Michelle Joubert |
| 1er août 2018 18h00 | Rapport   |         |          | Arbitrage : Amber Church Liu Xiaoying Arbitre vidéo : Michelle Joubert | Arbitrage : Amber Church Liu Xiaoying Arbitre vidéo : Michelle Joubert |

| Match 30 | Argentine                                                                              | 0 - 0             | Australie                                                              |                                                                        |                                                                        |
| 20h15    |                                                                                        | (0 - 0)           |                                                                        | Arbitrage : Laurine Delforge Sarah Wilson Arbitre vidéo : Kelly Hudson | Arbitrage : Laurine Delforge Sarah Wilson Arbitre vidéo : Kelly Hudson |
| 20h15    | Rapport                                                                                |                   |                                                                        | Arbitrage : Laurine Delforge Sarah Wilson Arbitre vidéo : Kelly Hudson | Arbitrage : Laurine Delforge Sarah Wilson Arbitre vidéo : Kelly Hudson |
| 20h15    | Merino · Von der Heyde · Albertarrio · Gomes · Fernández · ---- · Albertarrio · Merino | Tirs au but 3 - 4 | Peris · Bates · M. Fitzpatrick · Malone · Kenny · ---- · Bates · Peris | Arbitrage : Laurine Delforge Sarah Wilson Arbitre vidéo : Kelly Hudson | Arbitrage : Laurine Delforge Sarah Wilson Arbitre vidéo : Kelly Hudson |

| Match 32          | Inde                           | 0 - 0             | Irlande                                        |                                                                                    |                                                                                    |
| 2 août 2018 18h00 |                                | (0 - 0)           |                                                | Arbitrage : Carolina de la Fuente Irene Presenqui Arbitre vidéo : Laurine Delforge | Arbitrage : Carolina de la Fuente Irene Presenqui Arbitre vidéo : Laurine Delforge |
| 2 août 2018 18h00 | Rapport                        |                   |                                                | Arbitrage : Carolina de la Fuente Irene Presenqui Arbitre vidéo : Laurine Delforge | Arbitrage : Carolina de la Fuente Irene Presenqui Arbitre vidéo : Laurine Delforge |
| 2 août 2018 18h00 | Rani · Monika · Navjot · Reena | Tirs au but 1 - 3 | Daly · A. O'Flanagan · Upton · Meeke · Watkins | Arbitrage : Carolina de la Fuente Irene Presenqui Arbitre vidéo : Laurine Delforge | Arbitrage : Carolina de la Fuente Irene Presenqui Arbitre vidéo : Laurine Delforge |

| Match 31 | Angleterre | 0 - 2   | Pays-Bas                 |                                                                            |                                                                            |
| 20h15    |            | (0 - 1) | 14e Welten · 31e Leurink | Arbitrage : Michelle Meister Michelle Joubert Arbitre vidéo : Kelly Hudson | Arbitrage : Michelle Meister Michelle Joubert Arbitre vidéo : Kelly Hudson |
| 20h15    | Rapport    |         |                          | Arbitrage : Michelle Meister Michelle Joubert Arbitre vidéo : Kelly Hudson | Arbitrage : Michelle Meister Michelle Joubert Arbitre vidéo : Kelly Hudson |

### Demi-finales
| Match 34          | Espagne                                                     | 1 - 1             | Irlande                                                          |                                                                            |                                                                            |
| 4 août 2018 14h00 | Magaz 39e                                                   | (0 - 1)           | 3e A. O'Flanagan                                                 | Arbitrage : Kelly Hudson Michelle Meister Arbitre vidéo : Michelle Joubert | Arbitrage : Kelly Hudson Michelle Meister Arbitre vidéo : Michelle Joubert |
| 4 août 2018 14h00 | Rapport                                                     |                   |                                                                  | Arbitrage : Kelly Hudson Michelle Meister Arbitre vidéo : Michelle Joubert | Arbitrage : Kelly Hudson Michelle Meister Arbitre vidéo : Michelle Joubert |
| 4 août 2018 14h00 | B. García · Pérez · Oliva · Petchamé · Riera · ---- · Oliva | Tirs au but 2 - 3 | Pinder · A. O'Flanagan · Upton · Meeke · Watkins · ---- · Pinder | Arbitrage : Kelly Hudson Michelle Meister Arbitre vidéo : Michelle Joubert | Arbitrage : Kelly Hudson Michelle Meister Arbitre vidéo : Michelle Joubert |

| Match 33 | Pays-Bas                                                       | 1 - 1             | Australie                       |                                                                             |                                                                             |
| 16h30    | Jonker 22e                                                     | (1 - 0)           | 54e Morgan                      | Arbitrage : Carolina de la Fuente Sarah Wilson Arbitre vidéo : Amber Church | Arbitrage : Carolina de la Fuente Sarah Wilson Arbitre vidéo : Amber Church |
| 16h30    | Rapport                                                        |                   |                                 | Arbitrage : Carolina de la Fuente Sarah Wilson Arbitre vidéo : Amber Church | Arbitrage : Carolina de la Fuente Sarah Wilson Arbitre vidéo : Amber Church |
| 16h30    | Matla · Dirkse van den Heuvel · Van Geffen · De Waard · Welten | Tirs au but 3 - 1 | Bates · Peris · Nobbs · McMahon | Arbitrage : Carolina de la Fuente Sarah Wilson Arbitre vidéo : Amber Church | Arbitrage : Carolina de la Fuente Sarah Wilson Arbitre vidéo : Amber Church |

### Match pour la médaille de bronze
| Match 35          | Australie    | 1 - 3   | Espagne                              |                                                                            |                                                                            |
| 5 août 2018 14h00 | Slattery 40e | (0 - 2) | 11e López · 14e Bonastre · 51e Magaz | Arbitrage : Kelly Hudson Annelize Rostron Arbitre vidéo : Michelle Joubert | Arbitrage : Kelly Hudson Annelize Rostron Arbitre vidéo : Michelle Joubert |
| 5 août 2018 14h00 | Rapport      |         |                                      | Arbitrage : Kelly Hudson Annelize Rostron Arbitre vidéo : Michelle Joubert | Arbitrage : Kelly Hudson Annelize Rostron Arbitre vidéo : Michelle Joubert |

### Match pour la médaille d'or
| Match 36          | Pays-Bas                                                                                | 6 - 0   | Irlande |                                                                           |                                                                           |
| 5 août 2018 16h30 | Welten 7e · Jonker 19e · Van Male 28e · Pheninckx 30e · Keetels 32e · Van Maasakker 34e | (4 - 0) |         | Arbitrage : Irene Presenqui Laurine Delforge Arbitre vidéo : Kelly Hudson | Arbitrage : Irene Presenqui Laurine Delforge Arbitre vidéo : Kelly Hudson |
| 5 août 2018 16h30 | Rapport                                                                                 |         |         | Arbitrage : Irene Presenqui Laurine Delforge Arbitre vidéo : Kelly Hudson | Arbitrage : Irene Presenqui Laurine Delforge Arbitre vidéo : Kelly Hudson |